# (34883) 2001 UQ94
2001 UQ94 (asteroide 34883) é um asteroide da cintura principal. Possui uma excentricidade de 0.03540660 e uma inclinação de 22.97643º.
Este asteroide foi descoberto no dia 19 de outubro de 2001 por NEAT em Haleakala.